# Roberto Firmino
Roberto Firmino Barbosa de Oliveira (Maceió, 2 oktober 1991) is een Braziliaans voetballer die doorgaans als aanvaller speelt. Hij verruilde Liverpool in juli 2023 transfervrij voor Al-Ahli. Firmino debuteerde in 2014 in het Braziliaans voetbalelftal. Firmino wist met twee verschillende clubs de belangrijkste continentale clubcompetitie te winnen; namelijk de UEFA Champions League met Liverpool en de AFC Champions League Elite met Al-Ahli.

## Clubcarrière

### Figueirense
Firmino speelde in de jeugd voor Clube de Regatas Brasil en Figueirense. Op 24 oktober 2009 debuteerde hij in de Braziliaanse Série B tegen Ponte Preta door bij rust Toninho te vervangen. Op 8 mei 2010 maakte hij zijn eerste competitietreffer tegen AD São Caetano. In 2010 maakte de aanvallend ingestelde middenvelder acht doelpunten in zesendertig competitiewedstrijden.

### TSG Hoffenheim
In december 2010 tekende Firmino bij TSG 1899 Hoffenheim, dat vier miljoen euro op tafel legde voor de Braziliaan. Op 26 februari 2011 debuteerde hij in de Bundesliga tegen FSV Mainz 05. Een kwartier voor tijd kwam hij binnen de lijnen voor Rudy. Op 16 april 2011 maakte Firmino zijn eerste treffer in de Bundesliga tegen Eintracht Frankfurt, dit was het enige doelpunt van de wedstrijd. In zijn eerste half jaar maakte hij drie doelpunten in elf competitieduels. In het daaropvolgende seizoen werd Firmino en basisspeler bij Hoffenheim. Op 17 september 2011 scoorde hij voor het derde Bundesliga-duel op rij door tweemaal te scoren tegen VfL Wolfsburg. Firmino zat niet in de wedstrijdselectie voor de wedstrijd tegen Bayer Leverkusen op 2 november 2011, nadat hij eerder die week met Obasi te laat kwam voor de training. In het seizoen 2011/12 speelde Firmino 30 competitiewedstrijden, waarin hij zeven keer trefzeker was. In mei 2013 speelde Firmino een belangrijke rol in de handhaving van Hoffenheim in de Bundesliga. In de play-off voor degradatie tegen 1. FC Kaiserslautern scoorde Firmino twee doelpunten en gaf hij een assist. Hoffenheim won het tweeluik met 5–2. In het seizoen 2013/14 was Firmino opnieuw belangrijk voor Hoffenheim met 22 doelpunten en zestien assists in 37 wedstrijden in alle competities. Op 27 maart 2014 ondertekende Firmino een nieuw contract bij Hoffenheim tot 2017. In zijn laatste seizoen bij Hoffenheim scoorde Firmino tien doelpunten in 36 wedstrijden in alle competities. In 4,5 seizoenen maakte de Braziliaan 35 doelpunten in 140 competitieduels voor Hoffenheim.

### Liverpool
Firmino tekende in juli 2015 bij Liverpool, dat circa €41.400.000,- voor hem betaalde. Op 9 augustus 2015 maakte Firmino zijn debuut voor Liverpool tegen Stoke City in de Premier League. In de 78ste minuut verving hij Ibe, acht minuten later scoorde Coutinho het enige doelpunt van de wedstrijd. Op 22 oktober 2015 speelde Firmino ook zijn eerste internationale wedstrijd met Liverpool, tegen Roebin Kazan in de Europa League als vervanger van Origi. Firmino was voor het eerst trefzeker in het shirt van Liverpool op 21 november 2015 tegen Manchester City. In dit met 1–4 gewonnen duel zorgde Firmino ook voor assists bij doelpunten van Mangala en Coutinho. Terwijl Firmino in zijn eerste seizoenshelft bij Liverpool slechts één doelpunt scoorde, scoorde hij er negen in de tweede seizoenshelft van het seizoen 2015/16, tegen Arsenal en Norwich City scoorde hij twee doelpunten. Firmino werd met zijn tien doelpunten topscorer voor Liverpool in de competitie tijdens zijn eerste seizoen in Engeland. Liverpool verloor twee finales, Manchester City won na een strafschoppenreeks de finale van de League Cup en in de finale van de Europa League bleek Sevilla te sterk. In het seizoen daarop verbeterde Firmino zijn aantal doelpunten. Hij scoorde twaalf doelpunten in 41 wedstrijden in alle competities. Firmino was goed voor een doelpunt en een assist in het competitieduel met Manchester City op 14 januari 2018. De 4–3 winst voor Liverpool betekende het eerste competitieverlies in dat seizoen voor de uiteindelijke kampioen Manchester City. Op 24 april 2018 scoorde Firmino tweemaal in de halve finale van de Champions League tegen AS Roma, ook gaf hij beide assists bij de doelpunten van Salah. Over twee wedstrijden won Liverpool met 7–6 waardoor Liverpool zich kwalificeerde voor de finale tegen Real Madrid. Deze finale werd met 3–1 verloren, Firmino speelde de volledige wedstrijd. Liverpool werd het team met het meeste aantal doelpunten in de Champions League in één seizoen met kwalificaties. Firmino scoorde tien doelpunten in het hoofdtoernooi van de Champions League in het seizoen 2017/18, waarmee hij samen met zijn mede-aanvallers bij Liverpool Mané en Salah op de tweede plaats in de topscorerslijst eindigde. Firmino, Mané en Salah werd het meest scorende trio in de Champions League in één seizoen. Firmino werd opgenomen in de UEFA Champions League Squad of the Season voor het seizoen 2017/18. Hij scoorde 27 doelpunten in 54 wedstrijden in alle competities in het seizoen 2017/18, een persoonlijk record.
Op 18 september 2019 verving Firmino twintig minuten voor tijd Daniel Sturridge in het Champions League-duel met Paris Saint-Germain, waarna hij in blessuretijd verantwoordelijk was voor het winnende doelpunt (3–2). Hij scoorde zijn eerste hattrick voor Liverpool op 29 december 2018 bij een 5–1 overwinning tegen Arsenal in de Premier League, met doelpunten in de veertiende, zestiende en 65ste minuut. In de Premier League in het seizoen 2018/19 verloor Liverpool slechts één wedstrijd, maar toch moesten The Reds het Engelse kampioenschap aan Manchester City laten. Liverpool bereikte wel voor het tweede seizoen op rij de finale van de Champions League. Op weg naar deze finale scoorde Firmino in de thuis- en uitwedstrijd van de kwartfinale tegen FC Porto. Hij moest de thuiswedstrijd van de halve finale tegen FC Barcelona missen wegens een blessure. In de finale tegen Tottenham Hotspur kon Firmino wel weer in de basiself beginnen. Na een uur werd hij naar de kant gehaald voor Origi, die later het beslissende doelpunt zou scoren. Dit nadat Salah al vroeg in de wedstrijd een strafschop benutte. Liverpool begon het seizoen 2019/20 met de wedstrijd om het Community Shield tegen Manchester City. Firmino werd in de 79ste minuut naar de kant gehaald voor Shaqiri, Liverpool verloor de wedstrijd na een strafschoppenreeks. Op 14 augustus 2019 speelde Firmino in de UEFA Super Cup tegen Chelsea. Hij gaf de assist bij het tweede doelpunt van Mané. Nadat de wedstrijd in reguliere tijd in 1–1 eindigde en na verlenging in 2–2, won Liverpool in de strafschoppenreeks. Firmino benutte de eerste penalty voor Liverpool. Op 18 december 2019 maakte hij het winnende doelpunt in de halve finale van het WK voor clubs tegen Monterrey. Dit deed hij een paar minuten nadat hij inviel voor Origi. In de finale tegen Flamengo maakte Firmino opnieuw het winnende doelpunt, in de verlenging (1–0). Daardoor won Liverpool voor het eerst in haar clubgeschiedenis het WK voor clubs. Firmino won in 2019/20 de Premier League met Liverpool. Dat was de eerste keer in dertig jaar dat Liverpool het Engelse kampioenschap won. Hij speelde dat seizoen voor het eerst sinds zijn komst naar Engeland alle competitieronden, waarvan 34 vanaf de aftrap. Zijn teamgenoten en hij haalden dat jaar 99 punten, een clubrecord.
Firmino eindigde in 2020/21 en 2021/22 voor de vijfde en zesde keer achter elkaar met Liverpool in de top 4 van de Premier League. Manchester City voorblijven lukte niet nog een keer. Zijn ploeggenoten en hij haalden in seizoen 2021/22 voor de derde keer sinds zijn komst naar Liverpool meer dan negentig punten, maar kwamen er daarmee (net als in 2018/19) één tekort. Firmino tobde in 2021/22 ook regelmatig met fysieke problemen. Onder meer spier- voet- en hamstringblessures kostten hem samen ruim 3,5 maand. Daardoor kwam hij dat seizoen 20 speelronden in actie, waar hij er daarvoor nooit minder dan 31 speelde. Hij won dat jaar wel voor het eerst in zijn carrière de League Cup en de FA Cup met Liverpool.
Nadat Sadio Mané in juli 2022 vertrok naar Bayern München, viel na vijf jaar het aanvalstrio Firmino-Mané-Salah uiteen. Firmino kreeg vanaf dat moment Darwin Núñez en (in januari 2023) Cody Gakpo als nieuwe aanvalspartners. Zij verdrongen hem ook regelmatig uit de basis. Firmino maakte in maart 2023 bekend dat hij zijn contract niet meer zou verlengen en na afloop van het seizoen zou vertrekken. Liverpool en hij vielen dat jaar voor het eerst sinds zijn eerste jaar in Engeland buiten de top 4.

### Al-Ahli
Na acht jaar Liverpool tekende Firmino in juli 2023 een contract tot medio 2026 bij Al-Ahli, dat hem transfervrij inlijfde. Hij was daarmee een van tal van spelers die in de zomer van 2023 van een Europese topcompetitie verhuisden naar een club in Saoedi-Arabië. In mei 2025 wist Firmino met Al-Ahli de AFC Champions League Elite te winnen.

## Clubstatistieken
| Seizoen         | Club                | Competitie      | Competitie | Competitie | Beker | Beker | Internationaal | Internationaal | Overig | Overig | Totaal | Totaal |
| Seizoen         | Club                | Competitie      | Wed.       | Dlp.       | Wed.  | Dlp.  | Wed.           | Dlp.           | Wed.   | Dlp.   | Wed.   | Dlp.   |
| --------------- | ------------------- | --------------- | ---------- | ---------- | ----- | ----- | -------------- | -------------- | ------ | ------ | ------ | ------ |
| 2009            | Figueirense         | Série B         | 2          | 0          | —     | —     | —              | —              | —      | —      | 2      | 0      |
| 2010            | Figueirense         | Série B         | 36         | 8          | —     | —     | —              | —              | 15     | 4      | 51     | 12     |
| Club totaal     | Club totaal         | Club totaal     | 38         | 8          | 0     | 0     | 0              | 0              | 15     | 4      | 53     | 12     |
| 2010/11         | TSG 1899 Hoffenheim | Bundesliga      | 11         | 3          | 0     | 0     | —              | —              | —      | —      | 11     | 3      |
| 2011/12         | TSG 1899 Hoffenheim | Bundesliga      | 30         | 7          | 3     | 0     | —              | —              | —      | —      | 33     | 7      |
| 2012/13         | TSG 1899 Hoffenheim | Bundesliga      | 33         | 5          | 1     | 0     | —              | —              | 2      | 2      | 36     | 7      |
| 2013/14         | TSG 1899 Hoffenheim | Bundesliga      | 33         | 16         | 4     | 6     | —              | —              | —      | —      | 37     | 22     |
| 2014/15         | TSG 1899 Hoffenheim | Bundesliga      | 33         | 7          | 3     | 3     | —              | —              | —      | —      | 36     | 10     |
| Club totaal     | Club totaal         | Club totaal     | 140        | 38         | 11    | 9     | 0              | 0              | 2      | 2      | 153    | 49     |
| 2015/16         | Liverpool           | Premier League  | 31         | 10         | 5     | 0     | 13             | 1              | —      | —      | 49     | 11     |
| 2016/17         | Liverpool           | Premier League  | 35         | 11         | 6     | 1     | —              | —              | —      | —      | 41     | 12     |
| 2017/18         | Liverpool           | Premier League  | 37         | 15         | 2     | 1     | 15             | 11             | —      | —      | 54     | 27     |
| 2018/19         | Liverpool           | Premier League  | 34         | 12         | 2     | 0     | 12             | 4              | —      | —      | 48     | 16     |
| 2019/20         | Liverpool           | Premier League  | 38         | 9          | 2     | 0     | 10             | 3              | 2      | 0      | 52     | 12     |
| 2020/21         | Liverpool           | Premier League  | 28         | 6          | 2     | 0     | 8              | 0              | 1      | 0      | 39     | 6      |
| 2021/22         | Liverpool           | Premier League  | 18         | 5          | 7     | 1     | 6              | 5              | 0      | 0      | 31     | 11     |
| 2022/23         | Liverpool           | Premier League  | 23         | 9          | 1     | 0     | 8              | 2              | 0      | 0      | 32     | 11     |
| Club totaal     | Club totaal         | Club totaal     | 221        | 68         | 26    | 3     | 63             | 22             | 3      | 0      | 346    | 106    |
| Carrière totaal | Carrière totaal     | Carrière totaal | 399        | 114        | 37    | 12    | 65             | 26             | 20     | 6      | 552    | 167    |

Bijgewerkt t/m 16 mei 2023.

## Interlandcarrière
Op 23 oktober 2014 werd Firmino voor het eerst opgeroepen voor Brazilië voor vriendschappelijke interlands tegen Turkije en Oostenrijk. Op 12 november 2014 debuteerde hij tegen Turkije als invaller voor Luiz Adriano. Brazilië won met 0–4 na doelpunten van Neymar, Willian en een eigen doelpunt van Semih Kaya. Op 18 november 2014 maakte Firmino zijn eerste interlanddoelpunt in het vriendschappelijke treffen met Oostenrijk. Op 26 maart 2015 mocht hij voor het eerst in de basiself starten in de oefeninterland tegen Frankrijk. Hij gaf een assist op Oscar bij het eerste doelpunt voor de Brazilianen. In mei 2015 werd de offensieve middenvelder geselecteerd voor de Copa América 2015. Op 14 juni 2015 speelde hij zijn eerste officiële interland op de Copa América tegen Peru. Op 21 juni 2015 was hij trefzeker in het groepsduel tegen Venezuela. Brazilië werd in de kwartfinale na een strafschoppenreeks uitgeschakeld door Paraguay. Vervolgens werd Firmino een jaar lang niet geselecteerd voor het Braziliaans elftal, hij miste ook de Copa América Centenario. Hij werd door Tite wel opgenomen voor het WK 2018 in Rusland. Op dit toernooi begon Firmino elke wedstrijd op de bank, maar met zijn invalbeurten, waarmee hij Jesus, Paulinho, Coutinho en Willian verving, kwam hij vier keer in actie. In de achtste finale scoorde Firmino twee minuten nadat hij in het veld kwam het beslissende doelpunt tegen Mexico (2–0). In de kwartfinale werd Brazilië uitgeschakeld door België (1–2). Op de Copa América in eigen land een jaar later startte Firmino in elke wedstrijd. Hij was trefzeker in het laatste groepsduel met Peru en in de halve finale tegen Argentinië. In de kwartfinale tegen Paraguay miste Firmino zijn penalty in een strafschoppenreeks, echter trok Brazilië alsnog aan het langste eind. In de finale tegen Peru speelde Firmino 75 minuten mee, Brazilië won met 3–1.

## Erelijst als speler
| Competitie                   |           |           |           |           |
| Competitie                   | Aantal    | Jaren     |           |           |
| Liverpool                    | Liverpool | Liverpool | Liverpool | Liverpool |
| ---------------------------- | --------- | --------- | --------- | --------- |
| FIFA Club World Cup          | 1×        | 2019      |           |           |
| UEFA Champions League        | 1×        | 2018/19   |           |           |
| UEFA Super Cup               | 1×        | 2019      |           |           |
| Premier League               | 1×        | 2019/20   |           |           |
| EFL Cup                      | 1×        | 2021/22   |           |           |
| FA Cup                       | 1×        | 2021/22   |           |           |
| FA Community Shield          | 1×        | 2022      |           |           |
| Al-Ahli                      |           |           |           |           |
| AFC Champions League Elite   | 1×        | 2024/25   |           |           |
| Brazilië                     |           |           |           |           |
| CONMEBOL Copa América        | 1×        | 2019      |           |           |
| Superclásico de las Américas | 1×        | 2018      |           |           |